# Решевский, Самуэль
Самуэль Герман (Сэми) Реше́вский (англ. Samuel Herman Reshevsky, при рождении — пол. Szmul Rzeszewski Шмуль Жешевский; 26 ноября 1911, Озорков, Российская империя, ныне Озоркув, Польша — 4 апреля 1992, Нью-Йорк) — польский вундеркинд, американский шахматист, гроссмейстер (1950), чемпион США с 1936 по 1944, с 1946 по 1948 и с 1969 по 1972 год.

## Биография

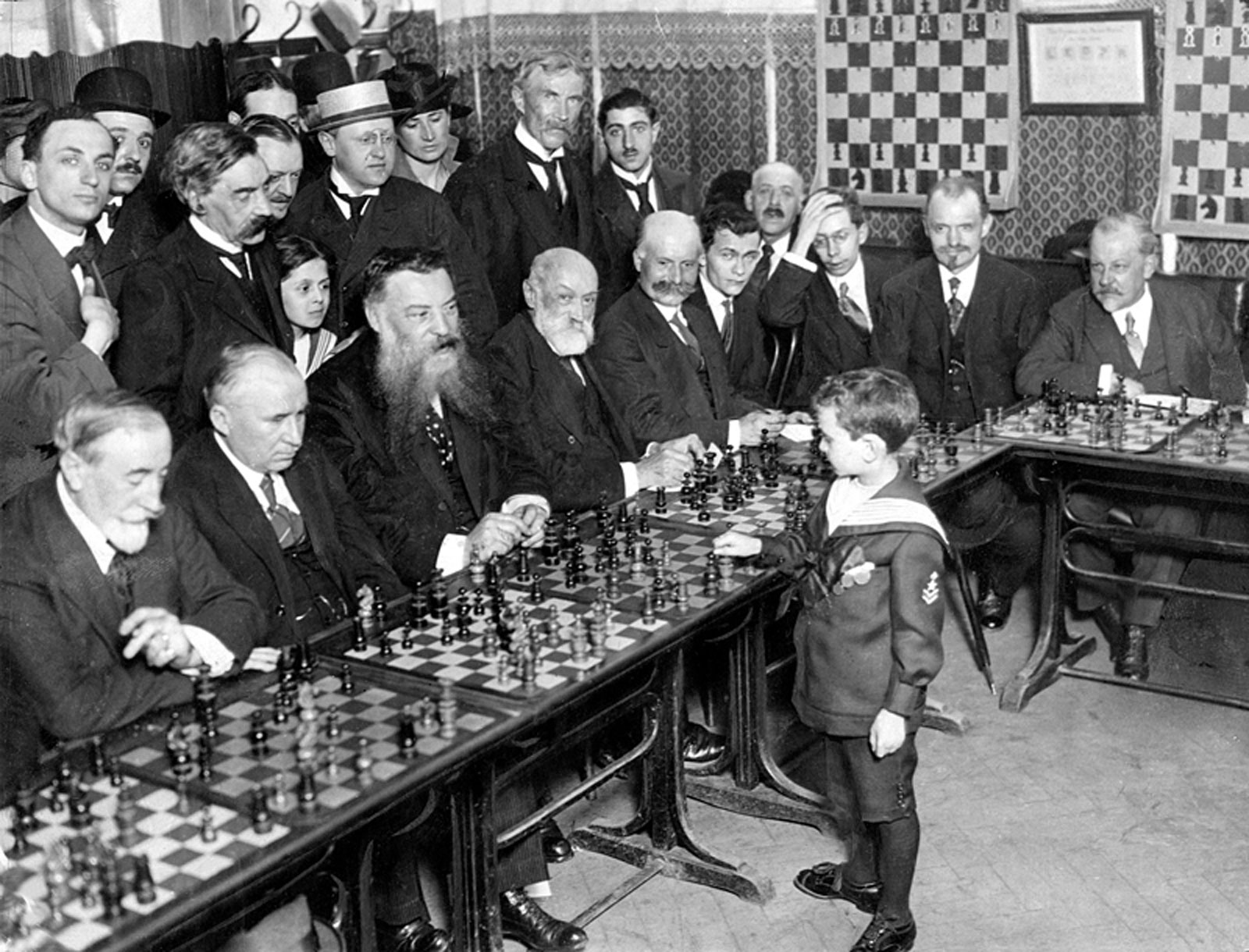
Самуэль Решевский в 1920 году (в возрасте восьми лет) давал сеанс одновременной игры во Франции; он выиграл все игры.

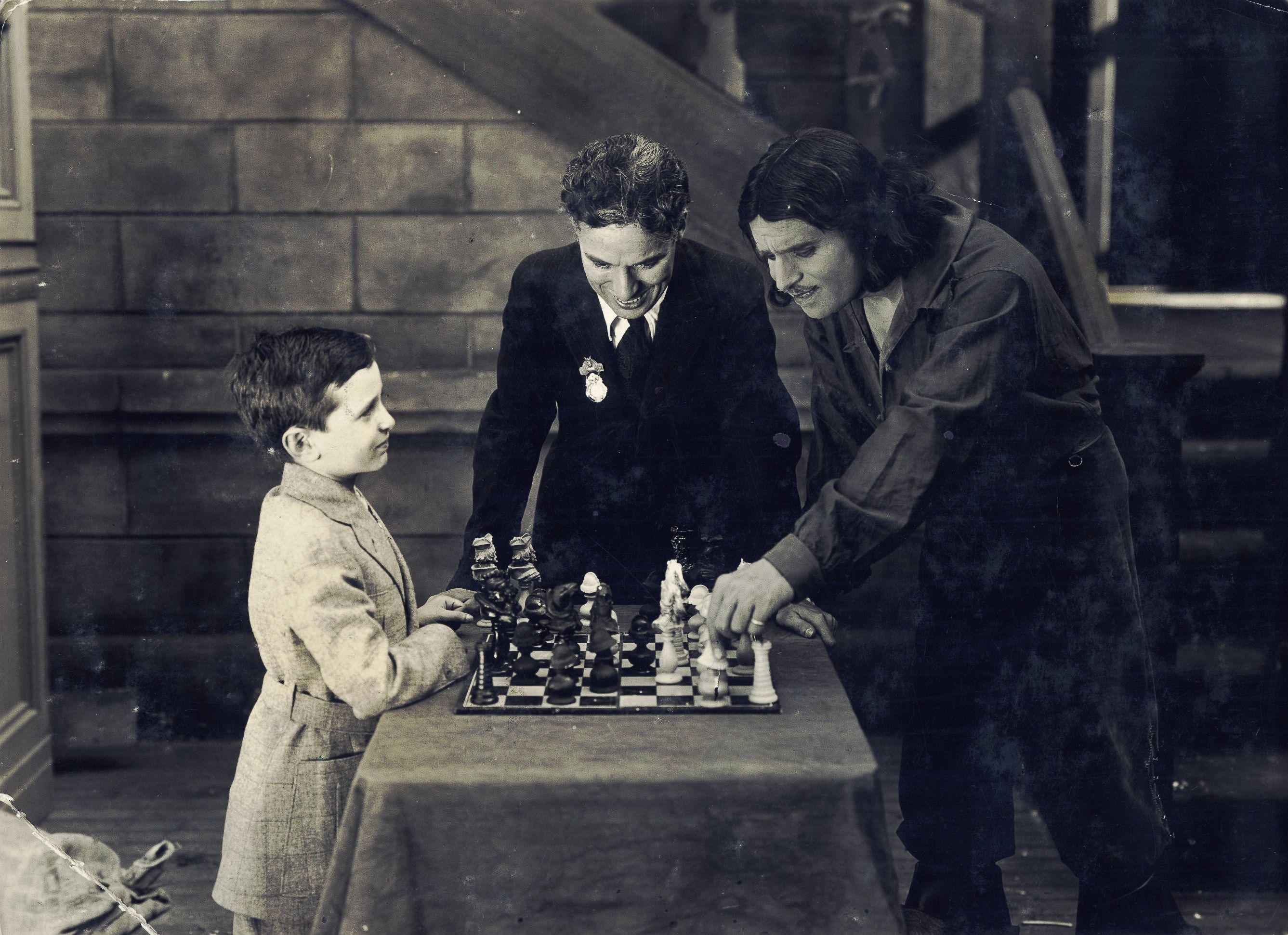
Чарли Чаплин наблюдает за игрой Решевского с Дугласом Фэрбенксом (1921)

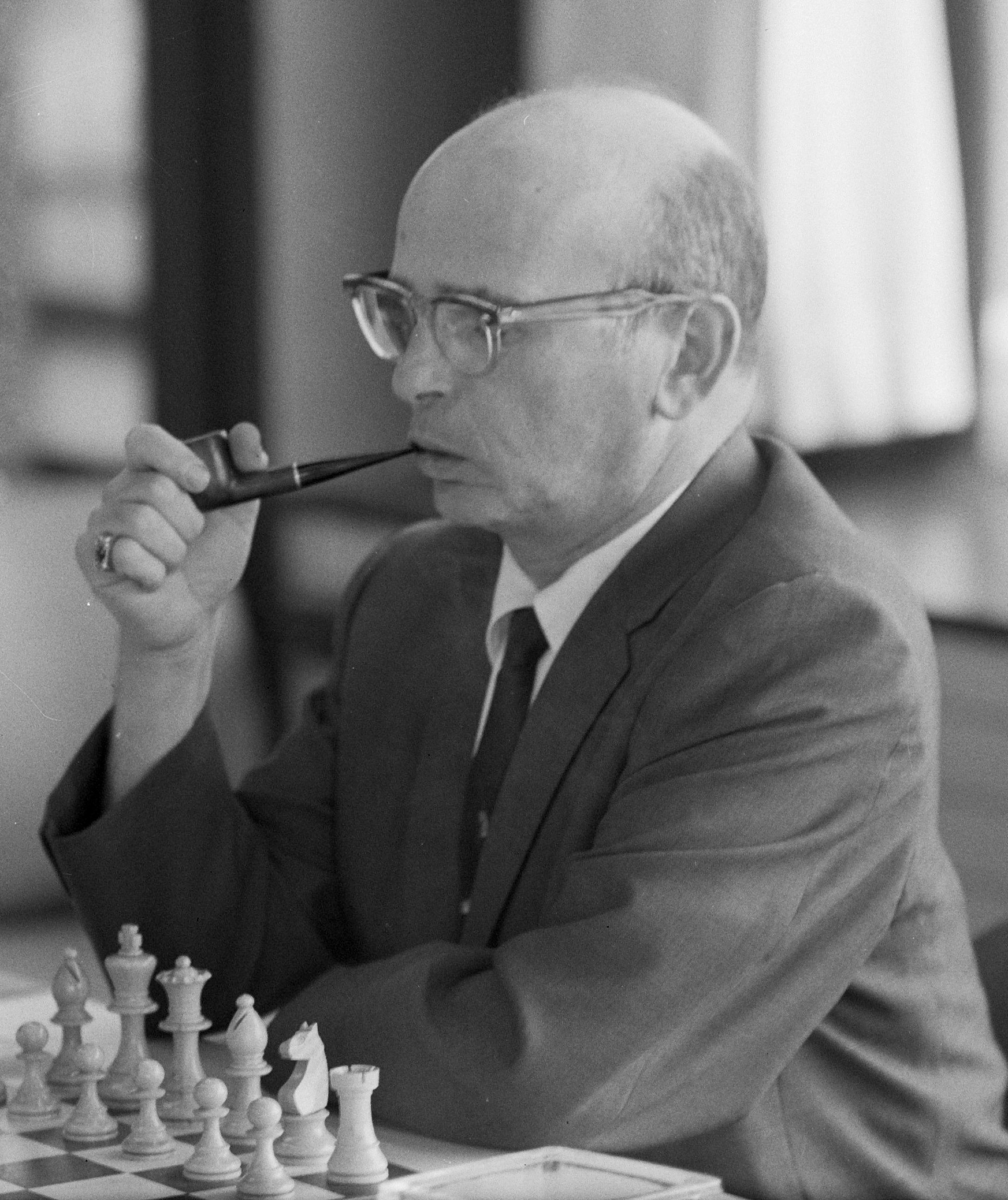
Решевский в 1964 году

Самуэль Решевский был шестым ребёнком в еврейской семье. Игре в шахматы он научился в возрасте четырёх лет и трёх месяцев и вскоре был признан вундеркиндом. В возрасте восьми лет он непринуждённо побеждал признанных игроков и давал сеансы одновременной игры, очень редко проигрывая.
В ноябре 1920 года его родители переехали в США, где стали зарабатывать на жизнь талантом своего ребёнка. В 1933 году он окончил Чикагский университет, получил банковскую специальность и впоследствии работал бухгалтером.
Победитель американских первенств 1936, 1938, 1940, 1941, 1942, 1946, 1969 и 1972 годов.
Его международная карьера началась в 1935 году с победы на турнире «Маргит», среди побеждённых был экс-чемпион мира Хосе Рауль Капабланка. Годом позже занял третье место в Ноттингеме. В 1937 году он был среди призёров на турнире в Кемери (Латвия), а в 1938 году занял четвёртое место на АВРО-турнире, который собрал восемь самых сильных игроков мира. Пик его карьеры пришёлся на конец 1940-х годов, когда в чемпионском матч-турнире пяти гроссмейстеров он разделил третье место с Кересом.
Таким образом, Самуэль Решевский был одним из лучших игроков в мире с середины 1930-х до середины 1960-х годов.
29 июня 1955 года, победив Михаила Ботвинника, Самуэль Решевский стал членом символического Клуба победителей чемпионов мира Михаила Чигорина.
Решевский всю жизнь оставался глубоко верующим иудеем: по его требованию во всех турнирах с его участием отменялись игры в субботу (шаббат).

## Основные спортивные результаты
| Год     | Турнир                                           | Результат | Место |
| ------- | ------------------------------------------------ | --------- | ----- |
| 1932    | Пасадена                                         | 6 из 11   | 3-5   |
| 1935    | Маргит                                           | 7½ из 9   | 1     |
|         | Ярмут                                            | 10 из 11  | 1     |
| 1936    | Ноттингем                                        | 9½ из 14  | 3-5   |
| 1937    | Кемери                                           | 12 из 17  | 1-3   |
|         | Земмеринг-Баден                                  | 7½ из 14  | 3-4   |
| 1937/38 | Гастингс                                         | 7 из 9    | 1     |
| 1938    | АВРО-турнир                                      | 7 из 14   | 4-6   |
| 1939    | Ленинград/Москва                                 | 10½ из 17 | 2     |
| 1945    | Радиоматч СССР — США (с В. Смысловым)            | 0 : 2     |       |
| 1948    | Матч-турнир на первенство мира                   | 10½ из 20 | 3-4   |
| 1950    | Амстердам                                        | 14 из 19  | 2     |
| 1951    | Нью-Йорк                                         | 8 из 11   | 1     |
| 1953    | Турнир претендентов                              | 16 из 28  | 2-4   |
| 1957    | Даллас                                           | 8½ из 14  | 1-2   |
| 1960    | Буэнос-Айрес                                     | 13 из 19  | 1-2   |
| 1961    | Матч с Р. Фишером                                | 5½ : 5½   |       |
| 1964    | Межзональный турнир                              | 14½ из 23 | 8-9   |
| 1967    | Марибор                                          | 9½ из 15  | 2     |
|         | Межзональный турнир                              | 13 из 21  | 6-8   |
| 1968    | Четвертьфинальный матч претендентов с В. Корчным | 2½ : 5½   |       |
| 1969    | Нетания                                          | 10 из 13  | 1     |
| 1970    | Матч СССР — сборная мира (с В. Смысловым)        | 1½ : 1½   |       |
|         | Межзональный турнир                              | 9½ из 23  | 17    |
| 1971    | Пальма-де-Мальорка                               |           | 3-4   |
| 1973    | Нетания                                          | 10 из 15  | 2     |
|         | Межзональный турнир (Петрополис)                 | 8½ из 17  | 11    |
|         | Лондон                                           |           | 3-4   |
| 1984    | Рейкьявик                                        |           | 1-3   |